# Psi (unità di misura)

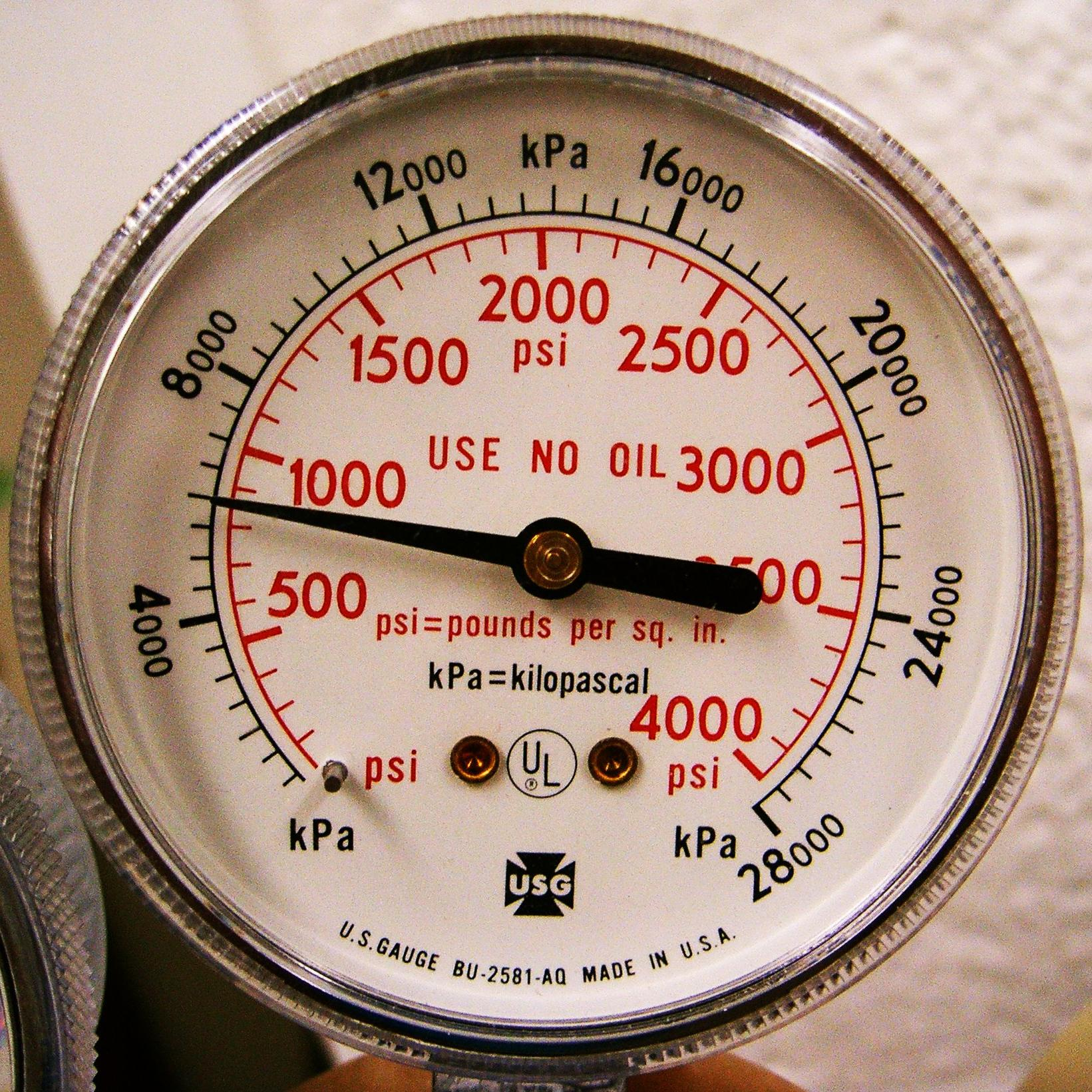
Un manometro con scala in psi (rosso) e kPa (nero).

In fisica psi è l'acronimo di pound per square inch o più esattamente di pound-force per square inch, locuzione inglese che significa libbre forza per pollice quadrato, ed è l'unità di misura della pressione nel sistema consuetudinario anglosassone. Era particolarmente utilizzato per i manometri delle locomobili inglesi. Altri simboli usati sono lbf/in² o lbf/in² e lbf/sq in o lbf/sq in.
|           | psi         | kgf/cm2    | atm        | kPa   | bar     |
| 1 psi     | ≡ 1 lbf/in2 | 7,027×10−2 | 6,805×10−2 | 6,895 | 0,06895 |
| 1 kgf/cm2 | 14,22       | 1          | 9,678×10−1 | 98,07 | 0,9807  |
| 1 atm     | 14,70       | 1,033      | 1          | 101,3 | 1,013   |
| 1 kPa     | 0,1450×10   | 1,020×10−2 | 9,869×10−3 | 1     | 0,01    |
| 1 bar     | 14,50       | 1,020      | 0,9869     | 100   | 1       |

Si usa la dizione libbre per pollice quadrato assolute (Pounds per square inch absolute – psia) per indicare la pressione relativa al vuoto piuttosto che la pressione atmosferica. Siccome al livello del mare la pressione atmosferica vale circa 14,7 psi, questo valore verrà aggiunto ad ogni lettura fatta a livello del mare. Invece la dizione libbre per pollice quadrato manometriche (pounds per square inch gauge – psig), indica la pressione relativa a quella atmosferica. Per esempio uno pneumatico di bicicletta gonfiato a 65 psi sopra la pressione atmosferica avrà una pressione di 65 + 14,7 = 79,7 psia o 65 psig . Quando la pressione manometrica si riferisce a qualcosa diverso dalla pressione atmosferica dell'ambiente allora le unità saranno indicate come libbre per pollice quadrato differenziali (pounds per square inch differential – psid).
In meccanica si usano spesso due suoi multipli:
- kpsi (kilopound per square inch): equivalente a 1000 psi; un 1 kpsi equivale a 6,895 MPa ed è tipicamente usato per misurare la resistenza dei materiali metallici;
- Mpsi (megapound per square inch): equivalente a 1 milione di psi; 1 Mpsi equivale a 6,895 GPa ed è tipicamente usato per misurare il modulo di elasticità dei materiali metallici.

A titolo di esempio si riportano il modulo elastico e la resistenza di alcuni materiali espressi in Mpsi e kpsi e equivalente nel Sistema Internazionale:
| materiale        | Carico unitario massimo | Carico unitario massimo | Modulo di Young | Modulo di Young |
| materiale        | [kpsi]                  | [MPa]                   | [Mpsi]          | [GPa]           |
| ---------------- | ----------------------- | ----------------------- | --------------- | --------------- |
| alluminio        | 16                      | 110                     | 10              | 69              |
| rame             | 32                      | 220                     | 17              | 117             |
| vetro            | 7,25                    | 50                      | 7,25 ÷ 13       | 50 ÷ 90         |
| leghe di titanio | 130                     | 900                     | 16              | 110             |
| legno di pino    | 5,80                    | 40                      | 1,31            | 9               |

Alle volte per indicare pressioni basse si ricorre al millipsi (indicato con mpsi) pari a {\textstyle {\frac {1}{1000}}} psi = 6,895 Pa, usata ad esempio per misurare la risoluzione dei sensori di pressione.

## Ordini di grandezza
A titolo d'esempio si possono ricordare i seguenti valori notevoli di pressione
- 0,06 ÷ 0,13 psi — pressione atmosferica su Marte, è minore dell'1% della pressione atmosferica a livello del mare sulla Terra.[6]
- 0,089 psi — pressione parziale di vapore dell'acqua al punto triplo.[7]
- 0,9 psi — Pressione a cui l'acqua bolle alla normale temperatura corporea umana (37 °C), è la pressione al di sotto della quale gli esseri umani non possono assolutamente sopravvivere (limite di Armstrong).[8][9]
- 2,3 psig — Pressione sistolica in un adulto sano a riposo.[10]
- 5 psig — valore della sovrappressione di un'onda d'urto di lunga durata dovuta ad un'esplosione su larga scala a cui la maggior parte degli edifici collassa.[11]
- 13 psi — La più bassa pressione atmosferica registrata (causata dal tifone Tip nel 1979), è solo l'86% della pressione atmosferica standard.[12]
- 30 ÷ 130 psig — la pressione relativa in uno pneumatico di bicicletta.[13]
- 60 ÷ 90 psi — la pressione dell'anidride carbonica in una bottiglia di champagne.[14]
- 162 psi — la pressione media di un morso di un essere umano.[15]
- 400 ÷ 1200 psi — la pressione esercitata dall'anidride carbonica propellente in una pistola da paintball.[16]
- > 1500 psi — Pressione esercitata da una donna di 45 kg che indossa dei tacchi a spillo quando il tacco colpisce il pavimento.[17]
- 10 kpsi — la pressione d'acqua a cui è stato sottoposto il sommergibile DSV Shinkai 6500 visitando le profondità oceaniche a più di 6500 metri sotto il livello del mare.[18]
- 10 ÷ 40 kpsi — massima pressione nella canna di una pistola durante lo sparo.[19]
- 10 Mpsi − la più alta pressione di un getto d'acqua realizzata in un laboratorio di ricerca.[20]